# Manfred Punge

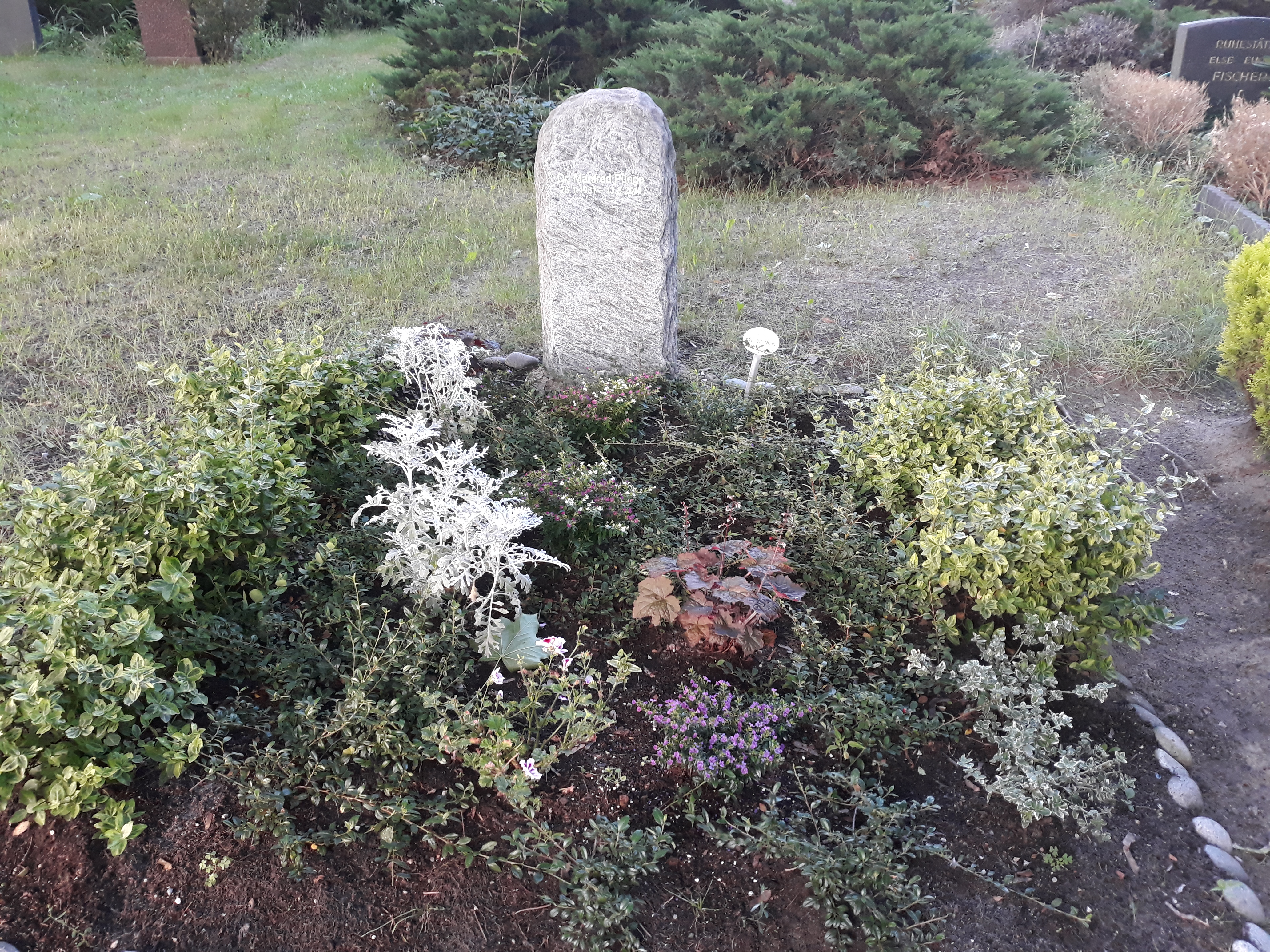
Das Grab von Manfred Punge auf dem Evangelischen Friedhof St. Petri-Luisenstadt in Berlin

Manfred Punge (* 26. Januar 1931; † 13. August 2014) war ein deutscher evangelischer Theologe und Leiter der Theologischen Studienabteilung des Bundes der Evangelischen Kirchen in der DDR und Anwalt von Homosexuellen in der Kirche.

## Leben und Wirken
Punge studierte nach Erlangung seiner Hochschulreife in Berlin Evangelische Theologie. Einer seiner theologischen Lehrer war der Neutestamentler Werner Schmauch. In Greifswald fertigte Manfred Punge eine Dissertation zu einem Thema aus dem Fach Neues Testament an und wurde 1962 zum Doktor der Theologie promoviert: "Endgeschehen und Heilsgeschichte im Matthäus-Evangelium". Anschließend arbeitete er in Institutionen der kirchlichen Weiterbildung. Sein besonderes Interesse galt der Überwindung von Ablehnung und Ausgrenzung homosexuell orientierter Gläubiger in der Kirche. Dazu suchte er auch Kontakte und Austausch mit medizinischen und psychologischen Fachleuten auf diesem Gebiet.
Manfred Punge beteiligte sich an der von der Christlichen Friedenskonferenz einberufenen II. Allchristlichen Friedensversammlung in Prag 1964.
Die von Punge geleitete Tagung der Evangelischen Akademie Berlin-Brandenburg am 9. Februar 1982 über Homosexualität löste den Neubeginn zu einer übergreifenden Schwulen- und Lesbenbewegung in der DDR aus. Punge berichtete in seinem Artikel „Man sollte darüber sprechen“ von dieser Tagung, die er vorbereitet hatte und rief zu Treffen in Berlin auf, woraus der „Gesprächskreis Homosexualität“ wurde. Diese Vorgänge lösten eine rasche Bildung von Homosexuellen-Gruppen aus. Im Rahmen der Evangelischen Studentengemeinden (ESG) entwickelten sich in verschiedenen Städten, zuerst in Leipzig, dann in Karl-Marx-Stadt, Magdeburg, Jena, Eisleben, Rostock, Brandenburg und Ost-Berlin seit 1982 stabile Gruppen. 1983 erschienen erste Veröffentlichungen in der Kirchenpresse, weitere Tagungen und Veranstaltungen folgten.
Die Theologische Studienabteilung gab im Mai 1984 die von ihrem Mitarbeiter Manfred Punge verfasste Studie „Homosexuelle in der Kirche?“ heraus, die ursprünglich auf einen Auftrag der sächsischen Kirche zurückging. Die Studie wurde zu einem auf humanwissenschaftlicher Grundlage basierenden Plädoyer für die Akzeptanz von Homosexualität in der Kirche, begründete dies auch theologisch und forderte, „die unheilvolle Geschichte der Verurteilung und Verfolgung der Homosexuellen nicht länger fortzuschreiben.“
Punge war beteiligt am Dialog mit Staatsfunktionären und „Christlichen Kreisen“ der Nationalen Front der DDR, wenn er auch diesen Dialog im Rückblick aus dem Jahre 2009 als „nicht wirklich offen“ bezeichnete. Zugleich war er dankbar für Vermittlungsbemühungen von SED-Genossen, so dass die Schwulenarbeit in der Kirche „relativ unangefochten“ geleistet werden konnte. In einer Gesprächsrunde „Talk im Turm“ äußerte er sich anerkennend darüber, dass in Gesprächen mit Staatsvertretern Vertrauensdefizite überwunden werden konnten.
Nach Gerhard Besier sollte Punge als Inoffizieller Mitarbeiter „Manfred“ für die „Aufklärung feindlicher Tätigkeiten“ gewonnen werden.

## Schriften
- In eigener Sache. Nachdenken in neuem Kontext ; von der Theologischen Studienabteilung beim Bund der Evangelischen Kirchen in der DDR zur Studien- und Begegnungsstätte Berlin der Evangelischen Kirche in Deutschland, Berlin 1992
- Homosexuelle in der Kirche?, in: Bund der Evangelischen Kirchen in der Deutschen Demokratischen Republik; Theologische Studienabteilung, Berlin, 1984 und erneut als Homosexuelle in der Kirche? : ein Text der Theologischen Studienabteilung beim Bund der Evangelischen Kirchen in der DDR, Berlin: Aktion Sühnezeichen/Friedensdienste, Bund der Evangelischen Kirchen in der DDR, 1985
- Werner Schmauch, Berlin: Union-Verlag, 1981, 1. Aufl.
- „Endgeschehen und Heilsgeschichte im Matthäus-Evangelium“ (Dissertation), Greifswald, 1962

### Als Koautor
- ...zu achten aufs Wort : Ausgewählte Arbeiten, Werner Schmauch. Hrsg. in Verb. mit Christa Grengel; Manfred Punge v. Werner-Christoph Schmauch, Berlin : Evangelische Verl. Anst. 1967